# Manners (cràter)

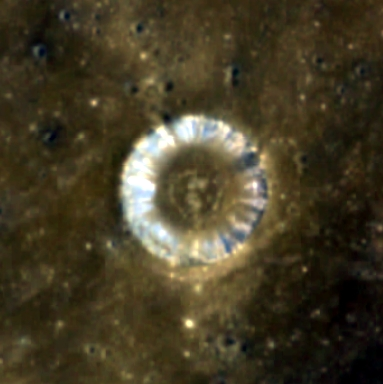
Fotografia de la missió Clementine (1994)

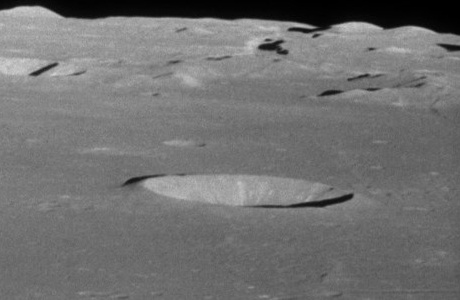
Fotografia de la missió Apol·lo 11

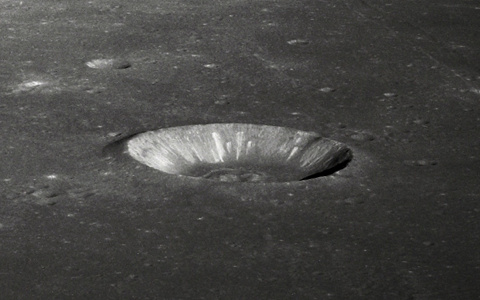
Fotografia de la missió Apol·lo 10

Manners és un cràter d'impacte lunar situat en la part occidental de la Mare Tranquillitatis. Al nord-est està el cràter més gran Aragó, i al sud es troben Ritter i Sabine.
|  |

El cràter té una vora amb una albedo més alta que el mar lunar circumdant, fent-lo brillant. Es tracta un element circular en forma de bol, amb una vora elevada i un interior relativament pla.